# Abbaye de San Martino in Valle
L'abbaye de San Martino in Valle est une ancienne abbaye bénédictine, située en Italie, dans la commune de Fara San Martino (Abruzzes, province de Chieti).

## Histoire

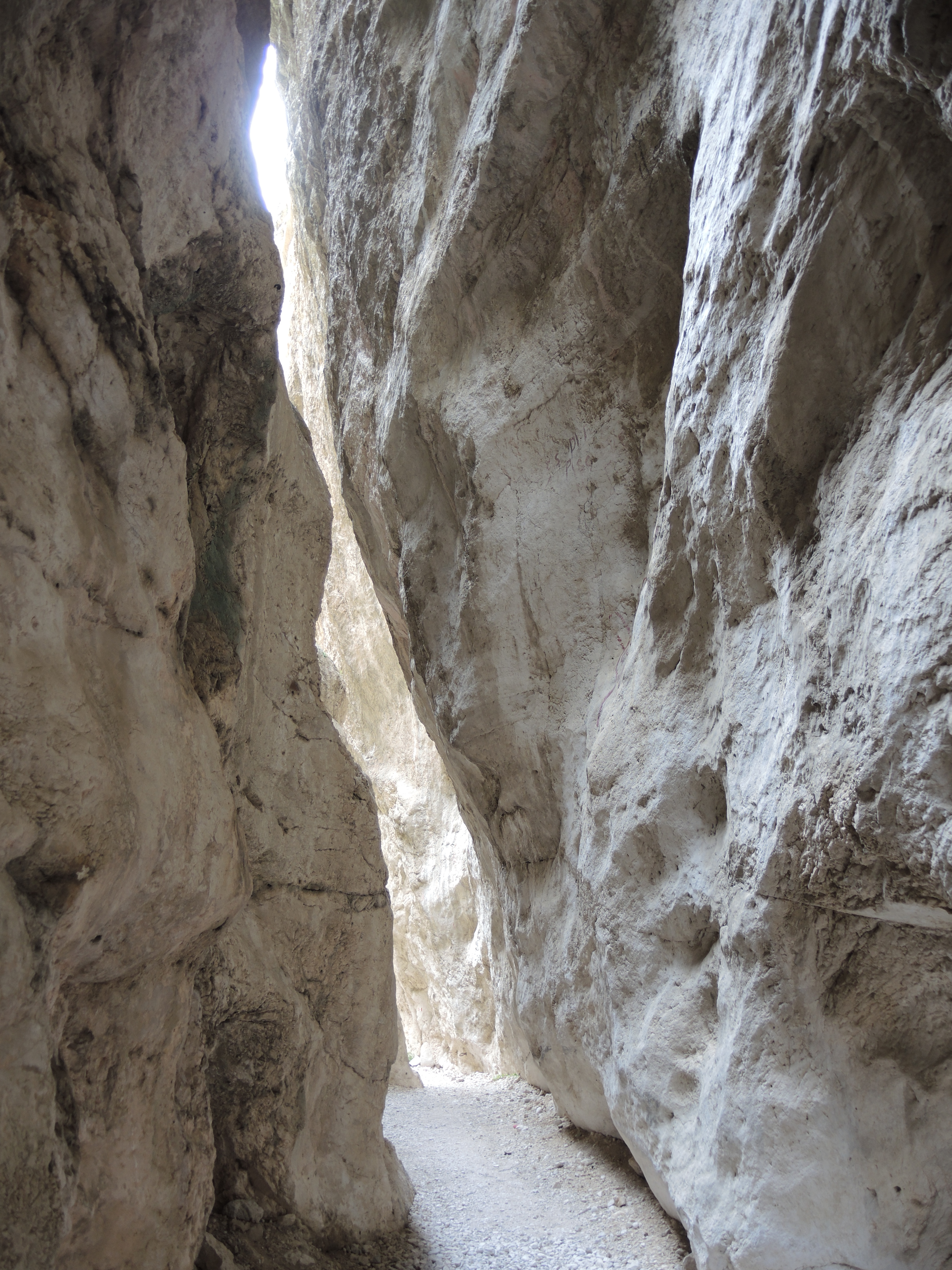
Gorges de Fara San Martino

Les premières sources historiques concernant l'église située à l'intérieur du château de Rocca S. Martino remontent à 829, la mentionnant parmi les possessions du monastère de Saint-Étienne en Lucanie de Tornareccio, auquel elle avait été donnée par Pépin le Bref.
En 844, elle passe sous le contrôle de l'évêque de Spolète et, par la suite, parmi les possessions de l'abbaye de San Liberatore a Majella.
En 1044, le comte de Chieti, Credindeo, sur son lit de mort et pour la rédemption de son âme et de celle de ses proches (en référence aux capitulaires du roi lombard Liutprand), fait don de l'église au vénérable prêtre Isberto afin qu'il la dote d'un monastère bénédictin indépendant. En 1172, elle devient partie du diocèse de Chieti. En 1222, pape Honorius II confirme la donation du comte Credindeo. Le monastère est supprimé en 1452 par pape Nicolas V et uni au chapitre du Vatican, avant de revenir en 1789 à l'archidiocèse de Chieti.
L'abandon définitif du monastère a eu lieu le 8 septembre 1818 à cause d'une inondation qui l'a recouvert de débris. Les premières fouilles pour sa récupération ont eu lieu en 1891, mais ce n'est qu'avec celles de 2009 que les vestiges de la structure ont été entièrement mis au jour.

## L'abbaye

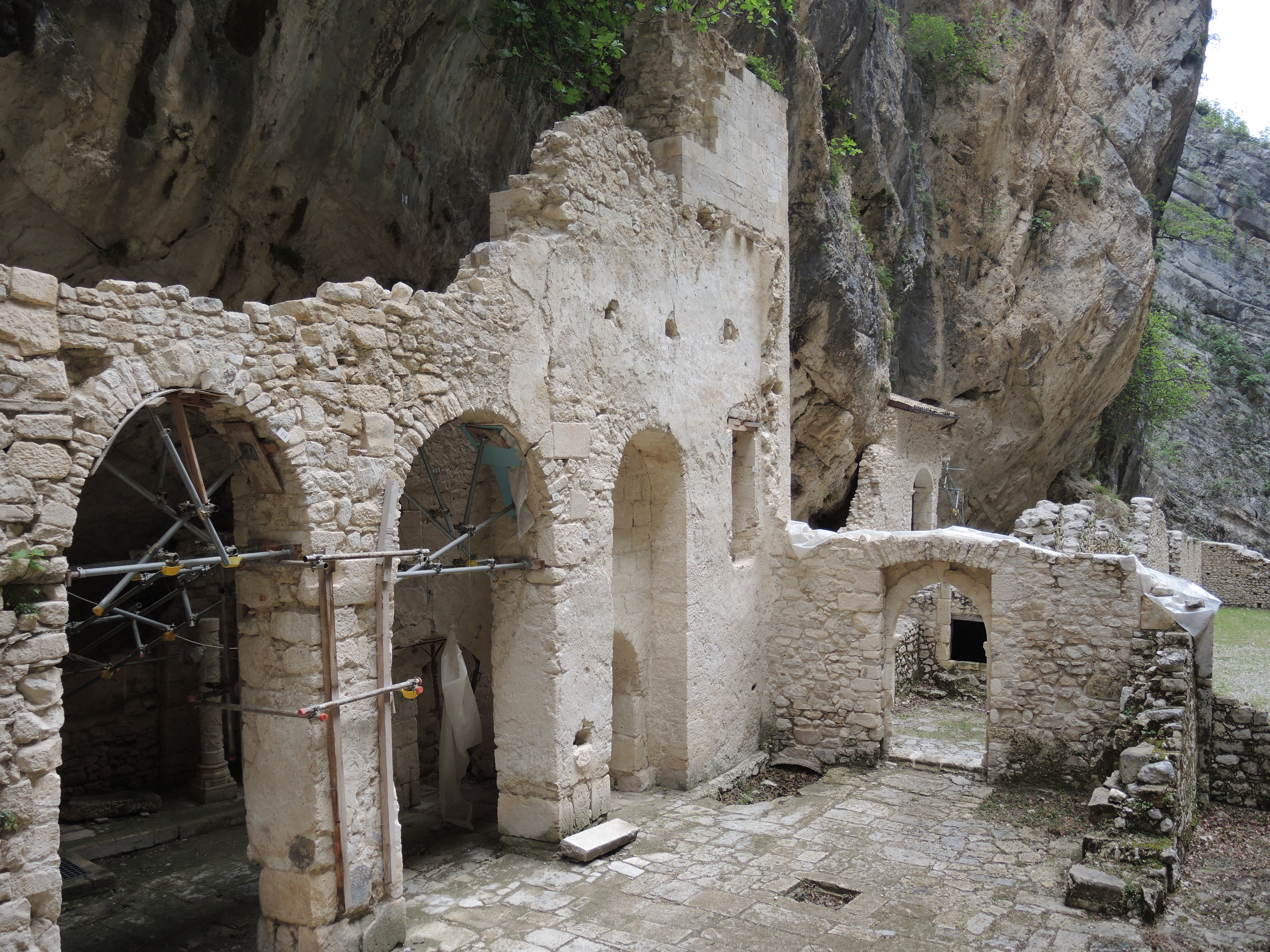
Nef

Les vestiges de l'abbaye montrent une grille donnant accès à une cour intérieure délimitée par un portique à trois arcades, sur le côté nord duquel se trouve un clocher-mur. L'intérieur de l'église devait être à trois nefs avec un sol en dalles de pierre.
Un mur à trois arcades sépare la nef centrale de celle du nord, d'où l'on accède à ce qui devait être le noyau initial de l'église, creusé dans la roche, ce qui suggère que le lieu de culte est né en tant qu'ermitage.